# Rhododendron spiciferum
Espèce
Rhododendron spiciferum est une espèce de plantes appartenant à la famille des Éricacées.
La procyanidine A1 est un type de tanin condensé que l'on peut extraire de Rhododendron spiciferum.

## Publicxation orignale
- Franchet, J. Bot. (Morot). 9: 400. 1895.